# Allium rouyi
Allium rouyi, là một loài thực vật thuộc họ Alliaceae. Đây là loài đặc hữu của Tây Ban Nha. Môi trường sống tự nhiên của chúng là thảm cây bụi kiểu Địa Trung Hải và vùng nhiều đá. Chúng hiện đang bị đe dọa vì mất môi trường sống.
Mặc dù từng được coi là đã tuyệt chủng, người ta đã phát hiện ra một quần thể của loài này từ đó xác định được số nhiễm sắc thể xôma và hình thái nhiễm sắc thể chi tiết. Thông qua dữ liệu tế bào học này, người ta đang nghiên cứu mối quan hệ giữ Allium rouyi và các loài liên quan.